# Drångsøya
Drångsøya ou Drangsøyna est un récif norvégien dans le landskap Sunnhordland du comté de Vestland. Il appartient administrativement à Sveio.

## Géographie
Rocheuse et couverte d'arbres, elle s'étend sur environ 811 m de longueur pour une largeur approximative de 626 m. 